# George Calboreanu
George Calboreanu (ur. 3 stycznia 1896 w Turnișorze k. Sybinu, zm. 12 grudnia 1986 w Bukareszcie) – rumuński aktor filmowy i teatralny.
Występował w teatrach w Jassach, Klużu i Bukareszcie w składzie zespołu T. Bulandry. Miał doskonałą aparycję i wyjątkowy embr głosu, dzięki czemu mógł grać wielkie role w inscenizacjach rumuńskich i zagranicznych dramatów klasycznych - m.in. tytułowe role w Hamlecie Williama Szekspira, Królu Edypie Sofoklesa, Jegorze Bułyczowie i innych Maksyma Gorkiego oraz współczesnych. Grał również w filmach (m.in. Setea 1961 i Lupeni 1972 M. Dragana).